# Samuel Marolla
Samuel Marolla (Milano, 1975) è un fumettista italiano.

## Biografia
Vive a Milano, città in cui ambienta spesso le sue storie.
Dopo aver conseguito il diploma di sceneggiatura presso la Scuola del Fumetto di Milano, nel 2008 inizia la sua collaborazione con la Sergio Bonelli Editore, per la quale sceneggia albi delle serie Dampyr, Zagor e Le storie.
Nel 2009 pubblica nella collana da edicola Epix (Mondadori) la sua prima antologia di racconti horror, Malarazza, caratterizzata da un’ambientazione esclusivamente italiana. Sergio Altieri, nella quarta di copertina, lo definisce "L'autore rivelazione dell'horror italian style".
Nel 2011 il suo racconto Fobia figura nell'antologia Onryo, Avatar di Morte (Urania Mondadori), selezione di autori del fantastico giapponese e italiano, curata da Danilo Arona e Massimo Soumaré.
Nel 2013 è il primo italiano a partecipare al Premio Bram Stoker, uno dei più importanti premi internazionali di letteratura horror, arrivando ai Preliminary Ballot con il racconto Black Tea. Nello stesso anno è anche il primo scrittore italiano a ricevere una Honorable Mention nel Best Horror of the Year a cura di Ellen Datlow sempre con Black Tea.
Nel 2015 il suo racconto Black Tea viene pubblicato dalla casa editrice statunitense Apex nel Book of World, raccolta annuale di racconti di speculative fiction a cura di Lavie Tidhar e Mahvesh Murad.
La sua novella Imago Mortis viene trasformata nell'omonima ambientazione per il gioco di ruolo statunitense Savage Worlds di Mauro Longo pubblicato dalla Gramel.
Nel 2017 ha scritto la sceneggiatura per il film Sacrifice diretto da Poison Rouge e prodotto da Domiziano Cristopharo. Nel 2018 il film viene acquisito dalla Unearthed Films.
Nel 2020 insieme agli autori Mauro Longo e Davide Mana crea il gioco di ruolo "Brancalonia - The Spaghetti Fantasy
rpg", in italiano e in inglese, e che viene lanciato con una campagna Kickstarter di cui Marolla è anche
Creative Director.
La campagna raggiunge centonovantamila euro di raccolta e 3297 giocatori, diventando il primo gioco di ruolo
italiano su Kickstarter.

## Opere

### Libri
- Malarazza, Epix Mondadori , 2009, antologia di racconti
- La Mezzanotte del Secolo, Edizioni XII, 2012, antologia di racconti, ISBN 9788895733326

#### e-book
- (EN)  Black Tea and Other Tales, Acheron Books, 2014, antologia di racconti, ISBN 9788899216009

### Racconti e novelle
- Fobia in Onryo, Avatar di Morte, Urania Mondadori, 2012, racconto
- (EN)  Black Tea in The Apex Book of World SF : Volume 4, Apex Publications, 2015, ISBN 9781937009335
- Vanity Press, Vincent Books, 2017, racconto

### Fumetti
- Samuel Marolla (testi), Arturo Lozzi (disegni); La locanda delle ultime feste, in Dampyr n. 128, Sergio Bonelli Editore, novembre 2010.
- Samuel Marolla e Mauro Boselli (testi), Alessio Fortunato (disegni); La Bambola Veneziana, in Dampyr n. 143, Sergio Bonelli Editore, febbraio 2012.
- Samuel Marolla (testi), Maurizio Dotti (disegni); La Loggia del Crepuscolo, in Dampyr n. 149, Sergio Bonelli Editore, agosto 2012.
- Samuel Marolla (testi), Fabiano Ambu (disegni); Gli Orrori di Khara Khoto, in Maxi Dampyr n. 6, Sergio Bonelli Editore, luglio 2014.
- Samuel Marolla e Diego Cajelli (testi), Alessio Fortunato (disegni); L'Ospedale Stregato, in Dampyr n. 179, Sergio Bonelli Editore, febbraio 2015.
- Samuel Marolla (testi), Paolo Bisi (disegni); La Rivolta, in Zagor Zenith n. 594, Sergio Bonelli Editore, gennaio 2015.
- Samuel Marolla (testi), Paolo Bisi (disegni); Hellgate Brucia!, in Zagor Zenith n. 595, Sergio Bonelli Editore, febbraio 2015.
- Samuel Marolla (testi), Massimiliano Avogadro (disegni); Notturno Newyorkese, in Le storie n. 48, Sergio Bonelli Editore, settembre 2016.
- Samuel Marolla (testi), Paolo Bisi (disegni); Spettri per Digging Bill, in Zagor Color n. 6, Sergio Bonelli Editore, dicembre 2017.

### Cinema
- Sacrifice [Samuel Marolla (sceneggiatura); Poison Rouge (regia); Domiziano Cristopharo (produzione); Roberto Scorza, Flora Giannattasio (cast); Alexander Cimini (musica), 2017.]